# ヴォルフガング・シュミット (陸上選手)
ヴォルフガング・シュミット（Wolfgang Schmidt、1954年1月16日 - ）は、ドイツ民主共和国（東ドイツ）の陸上競技選手。1976年モントリオールオリンピックの銀メダリストである。

## 経歴
シュミットは、円盤投の選手で、1976年モントリオールオリンピックに出場し、アメリカのマック・ウィルキンズに次いで銀メダルを獲得。1978年には71m16の世界新記録を樹立。同年のヨーロッパ選手権では金メダルを獲得した。
シュミットは、1980年モスクワオリンピックに出場したが、4位となり表彰台を逃す。さらに、1981年の東ドイツ選手権では2位となり、同年のローマで開催されるワールドカップ陸上への出場を逃す。このため、シュミットは、東ではなく西での成功を目指そうと決意する。シュミットはドイツ人民警察から監視され、人民警察は彼の亡命計画を暴き出した。1982年の秋、シュミットはを1年半の刑を宣告され、収監された。
開放された後もシュミットは西ドイツへの出国を求め続けた。そして、ついに1987年の終わりに出国が認められ、西ドイツ代表選手として競技に出場できることとなった。しかし、1988年ソウルオリンピックには、国籍を変更したタイミングが遅かったため、出場はかなわなかった。西ドイツの選手となったシュミットは、ライバルであった東ドイツのユルゲン・シュルトと初対決したとき、シュルトに握手を拒否されたという。
4年後の1992年、シュミットはシュルトらを破りドイツ選手権を制す。ドイツ統一後初めてのオリンピックとなる1992年バルセロナオリンピックの代表を決める選考試合にも出場したが、オリンピック代表となることはなかった。
シュミットは、その後アメリカのサンフランシスコに移り、株式仲買業と経営コンサルタントの職に就いている。

## 自己ベスト
- 円盤投 - 71m16 （1978年8月9日） ※世界新記録

## 主な実績
| 年   | 大会                   | 場所                         | 種目   | 結果 | 記録  |
| ---- | ---------------------- | ---------------------------- | ------ | ---- | ----- |
| 1974 | ヨーロッパ陸上選手権   | ローマ（イタリア）           | 円盤投 | 8位  | 59m56 |
| 1976 | オリンピック           | モントリオール（カナダ）     | 円盤投 | 2位  | 66m22 |
| 1977 | IAAF陸上ワールドカップ | デュッセルドルフ（西ドイツ） | 円盤投 | 1位  | 67m14 |
| 1978 | ヨーロッパ陸上選手権   | プラハ（チェコスロバキア）   | 砲丸投 | 4位  | 20m30 |
| 1978 | ヨーロッパ陸上選手権   | プラハ（チェコスロバキア）   | 円盤投 | 1位  | 66m82 |
| 1979 | ユニバーシアード       | メキシコシティ（メキシコ）   | 円盤投 | 1位  | 60m78 |
| 1979 | IAAFワールドカップ     | モントリオール（カナダ）     | 円盤投 | 1位  | 66m02 |
| 1980 | オリンピック           | モスクワ（ソビエト連邦）     | 円盤投 | 4位  | 65m64 |
| 1990 | ヨーロッパ陸上選手権   | スプリト（ユーゴスラビア）   | 円盤投 | 3位  | 64m10 |
| 1991 | 世界陸上選手権         | 東京（日本）                 | 円盤投 | 4位  | 64m76 |